# AgustaWestland
AgustaWestland war ein italienischer Hersteller von Hubschraubern und Kleinflugzeugen. Am 1. Januar 2016 ging das Unternehmen in Finmeccanica auf (heute Leonardo).

## Geschichte
Das Unternehmen entstand durch die gleichteilige Fusion der Hubschraubersparten der italienischen Finmeccanica, Agusta, und der britischen GKN, Westland Helicopter im Juli 2000. Am 26. Mai 2004 bestätigte GKN, dass die Anteile in Höhe von 1,06 Milliarden Pfund an Finmeccanica verkauft wurden; seitdem befand sich das Unternehmen vollständig im italienischen Besitz von Finmeccanica.
AgustaWestland übernahm Mitte 2009, im Zuge des Privatisierungsprogramms 2008–2011 des polnischen Finanzministeriums, 87,6 Prozent des polnischen Hubschrauberherstellers PZL Świdnik für einen Preis von knapp 80 Millionen Euro.
Im Februar 2013 wurde AgustaWestland-Chef Bruno Spadolini im Zuge von Ermittlungen wegen Korruptionsverdacht, bei denen auch Finmeccanica-Chef Giuseppe Orsi festgenommen wurde, unter Hausarrest gestellt, ebenso zwei weitere Manager.
Im Zuge einer tiefgreifenden Neuordnung des Finmeccanica-Konzerns ging AgustaWestland am 1. Januar 2016 in der Finmeccanica-Division Hubschrauber auf. Finmeccanica wurde am 1. Januar 2017 in Leonardo umbenannt.

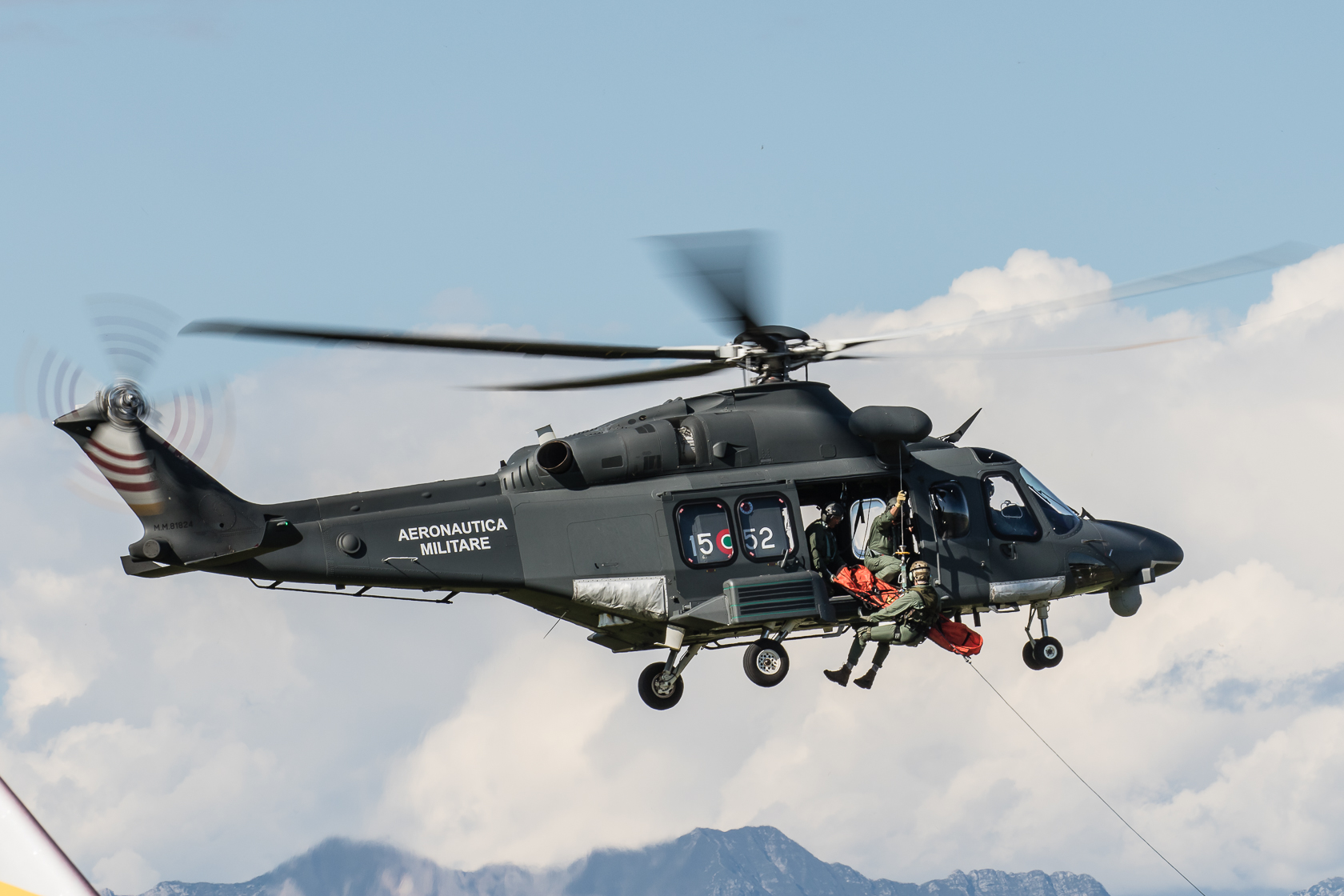
AgustaWestland AW139
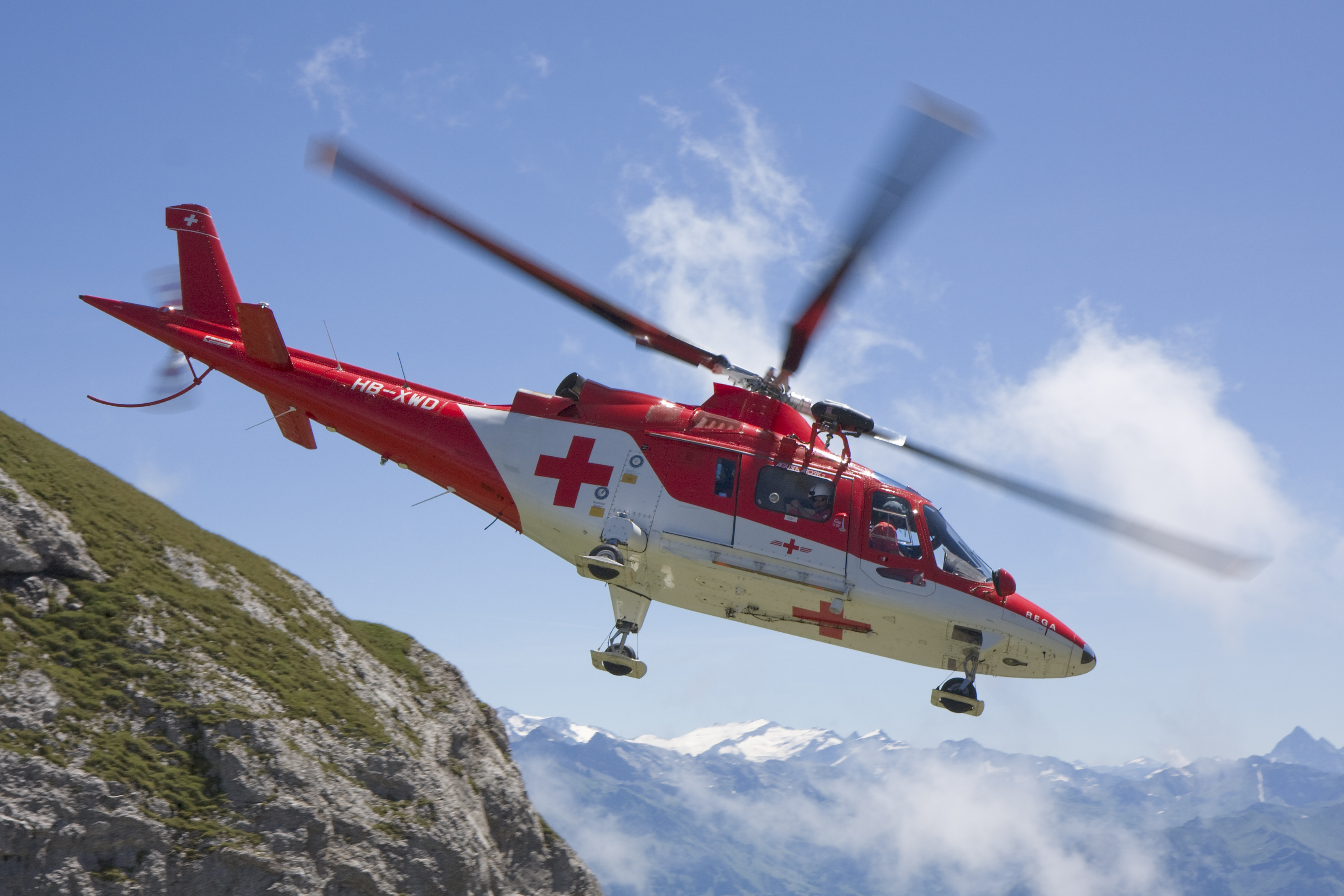
AgustaWestland AW109
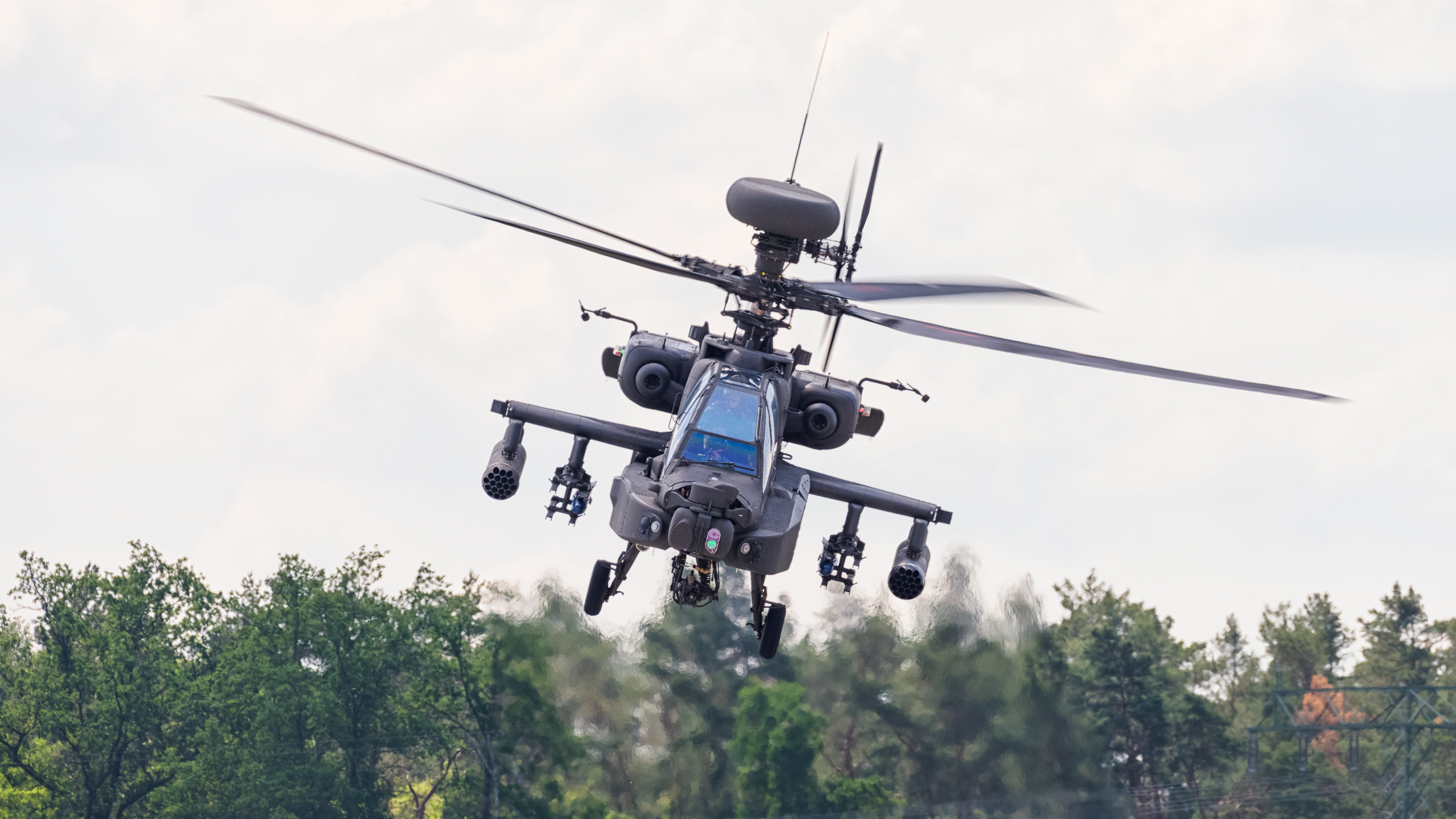
Militärhubschrauber AgustaWestland AH-64D „Apache“